# SINGLES (藤井フミヤのアルバム)
「SINGLES」（シングルス）は、藤井フミヤ2枚目のベスト・アルバム。1998年11月18日発売。発売元はポニー・キャニオン。

## 概要
初回特典として「FumiyART」オリジナル・ステッカー封入。ポニーキャニオンから発売したシングル全12曲を時系列に収録。

## 収録曲
全作詞・日本語詞（12）：藤井フミヤ（特記以外）
1. TRUE LOVE
作曲：藤井フミヤ　編曲：佐橋佳幸
2. 女神（エロス）
作曲：桜井和寿　編曲：藤原ヒロシ・小倉博和
3. エンジェル
作曲：小倉博和　編曲：藤原ヒロシ・KUDO・小倉博和
4. DAYS
作曲：藤井フミヤ　編曲：KUDO
5. タイムマシーン
作曲：筒美京平　編曲：KUDO・辻剛
6. ハートブレイク
作曲・編曲：布袋寅泰
7. GET UP BOY
作曲：藤井尚之　編曲：小森茂生
8. GIRL FRIEND
作曲：古賀森男　編曲：KUDO・富田素弘
9. Another Orion
作曲：増本直樹　編曲：富田素弘
10. Snow Crystal
作曲：藤井フミヤ　編曲：富田素弘
11. DO NOT
作曲：水政創史郎　編曲：富田素弘
12. Go the Distance
作詞：David Zippel　作曲：Alan Menken　編曲：富田素弘